# Вигла

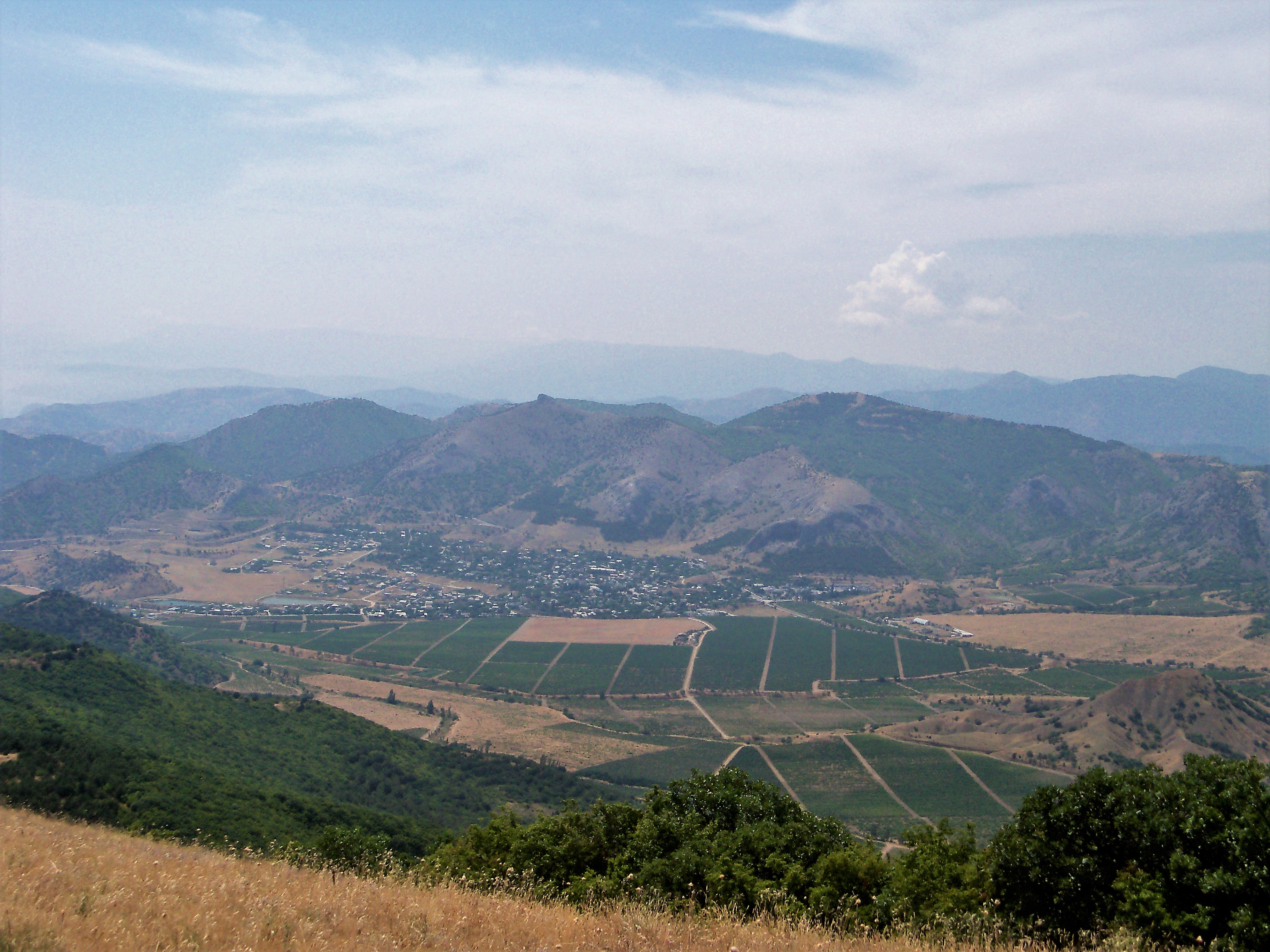
Село Веселе (внизу) і гори Баш-Пармак (по центру), Вигла (праворуч). Вид з гори Перчем-Кая.

Вигла, Вігла, Аян-Тепесі, Вігланин-Бурун — куполоподібна гора в Криму. Зі сходу виглядає як трапеція, верхня частина оголена, нижче ліс. За 1 км від нп Межиріччя (Судак). Вигла - найвища і наймасивніша вершина у водорозділі басейну рік Юрт і Ворон. Висота гори — 577 м.